# Faremoutiers
 Faremoutiers  es una población y comuna francesa, en la región de Isla de Francia, departamento de Sena y Marne, en el distrito de Meaux y cantón de Coulommiers.

## Demografía
| 1028 | 1088 | 1248 | 1461 | 1849 | 2287 |
| Para los censos de 1962 a 1999 la población legal corresponde a la población sin duplicidades (Fuente: INSEE [Consultar]) |      |      |      |      |      |